# Schefflera awa
Schefflera awa är en araliaväxtart som beskrevs av Ram.-padilla. Schefflera awa ingår i släktet Schefflera och familjen araliaväxter. Inga underarter finns listade.